# Прапор села Тернівки
Пра́пор Терні́вки затверджений 30 вересня 2004 р. рішенням Тернівської сільської ради.

## Опис прапора
Прямокутне полотнище із співвідношенням сторін 2:3 поділене на дві рівні горизонтальні смуги червоного і зеленого кольорів. В центрі полотнища жовтий лілієподібний хрест, верхній і бічний кінці якого продовжені золотим листям.